# Île Cook (Chili)
Ne doit pas être confondu avec îles Cook ou île London.
Pour les articles homonymes, voir Cook.
L'île Cook, également connue sous le nom d'île London, est une île située dans l'archipel de la Terre de Feu, au Chili. Elle est située à l'ouest de l'île Gordon, au sud de l'île O'Brien et à l'est de l'île Londonderry à l'entrée de la baie Cook, à l'intérieur du parc national Alberto de Agostini.
Les cônes volcaniques Fueguino sont situés sur l'île.
L'île a été nommée en la mémoire du capitaine James Cook. Cook ne visita jamais l'île, mais il passa à l'entrée de la baie Cook le 19 décembre 1774. La baie fut nommée en 1828 par Henry Foster.